# Elecciones provinciales de Buenos Aires de 1983
Las elecciones generales de la provincia de Buenos Aires de 1983 se llevaron a cabo el domingo 30 de octubre del mencionado año con el objetivo de restaurar las instituciones democráticas constitucionales y autónomas de la provincia después de la dictadura militar autodenominada Proceso de Reorganización Nacional. Se debían escoger al gobernador para el período 1983-1987, y a los 138 miembros de la Legislatura Provincial (92 miembros de la Cámara de Diputados y 46 miembros del Senado Provincial. La participación fue muy alta, con un 87.49% del padrón registrado emitiendo sufragio.
Las elecciones se realizaron en el marco de las elecciones presidenciales y legislativas a nivel nacional, y al igual que en dichas elecciones, el candidato de la triunfante Unión Cívica Radical (UCR), Alejandro Armendáriz, obtuvo una aplastante victoria con el 51.98% de los votos contra el 39.73% de Herminio Iglesias, del Partido Justicialista (PJ). La UCR obtuvo mayoría absoluta en ambas cámaras con 54 diputados y 28 senadores. El PJ quedó en segundo lugar con 37 diputados y 18 senadores. El diputado restante correspondió al Partido Intransigente (PI). Al mismo tiempo, el radical Raúl Alfonsín era elegido Presidente de la Nación Argentina. Armendáriz fue juramentado en su cargo un día después que el resto del gobierno constitucional, el 10 de diciembre de 1983. Fue la última vez hasta 2015 en que la gobernación de Buenos Aires sería ganada por un candidato no peronista.

## Antecedentes
La provincia de Buenos Aires es, por amplia diferencia, el distrito más poblado de la República Argentina, y alberga por sí sola a un 38% del electorado registrado del país, lo que la convierte en un distrito clave y casi completamente definitorio para los procesos electorales argentinos. A día de hoy, solo dos candidatos (Hipólito Yrigoyen en 1916 y Mauricio Macri en 2015) han sido elegidos para el cargo de presidente de la Nación Argentina sin haber triunfado en la provincia de Buenos Aires. Del mismo modo, ganar y retener la gobernación bonaerense se considera clave para la estabilidad de cualquier gobierno electo. Al igual que en el resto de los territorios del país, el distrito bonaerense se vio intervenido durante la dictadura militar autodenominada Proceso de Reorganización Nacional, que gobernó el país durante casi ocho años entre el golpe de Estado del 24 de marzo de 1976, y finales de 1983, cuando finalmente el régimen colapsó tras su derrota en la Guerra de las Malvinas, lo que forzó una apresurada transición democrática.

## Renovación legislativa
| Sección Electoral | Cámara de Diputados | Cámara de Diputados | Cámara de Diputados | Senado    | Senado    | Senado    |
| Sección Electoral | Diputados           | 1983-1985           | 1983-1987           | Senadores | 1983-1985 | 1983-1987 |
| ----------------- | ------------------- | ------------------- | ------------------- | --------- | --------- | --------- |
| 1                 | 15                  | —                   | 15                  | 8         | 8         | —         |
| 2                 | 11                  | 11                  | —                   | 5         | —         | 5         |
| 3                 | 18                  | 18                  | —                   | 9         | —         | 9         |
| 4                 | 14                  | —                   | 14                  | 7         | 7         | —         |
| 5                 | 11                  | —                   | 11                  | 5         | 5         | —         |
| 6                 | 11                  | 11                  | —                   | 6         | —         | 6         |
| 7                 | 6                   | —                   | 6                   | 3         | 3         | —         |
| 8 - Capital       | 6                   | 6                   | —                   | 3         | —         | 3         |
| Total             | 92                  | 46                  | 46                  | 46        | 23        | 23        |

## Campaña
La campaña del radicalismo fue considerada discreta, y se basó principalmente en la campaña a nivel nacional realizada por Alfonsín. Su candidato a gobernador, Armendáriz, era un radical de la corriente Movimiento de Renovación y Cambio, que Alfonsín lideraba, pero era una figura relativamente desconocida hasta las elecciones. Al mismo tiempo que seguía la campaña alfonsinista, Armendáriz dedicó la mayor parte de su propia campaña a prometer un aumento del salario mínimo y de las ofertas de empleo, basándose en las políticas del gobierno de Arturo Umberto Illia (1963-1966).
Por otro lado, la campaña de Herminio Iglesias ha sido particularmente recordada como un posible detonante de la derrota sufrida por el Partido Justicialista tanto a nivel provincial como nacional (que constituyó también la primera derrota del partido en comicios libres). Iglesias realizó fuertes críticas al candidato presidencial del radicalismo, Raúl Alfonsín, dirigiéndose a él con insultos personales como "gusano", "traidor" o "malnacido político". Iglesias también presumió públicamente de haber sido torturado por la policía durante el régimen militar.
Dos días antes de los comicios, y en respuesta al multitudinario mitin de Alfonsín durante su campaña presidencial, Iglesias realizó un masivo acto de cierre de campaña que finalizó con la quema de un ataúd con las siglas UCR (Unión Cívica Radical) en pantalla frente a millones de personas que lo veían por televisión, siendo considerado durante mucho tiempo el principal aliciente para la derrota peronista.

## Resultados

### Gobernador y Vicegobernador

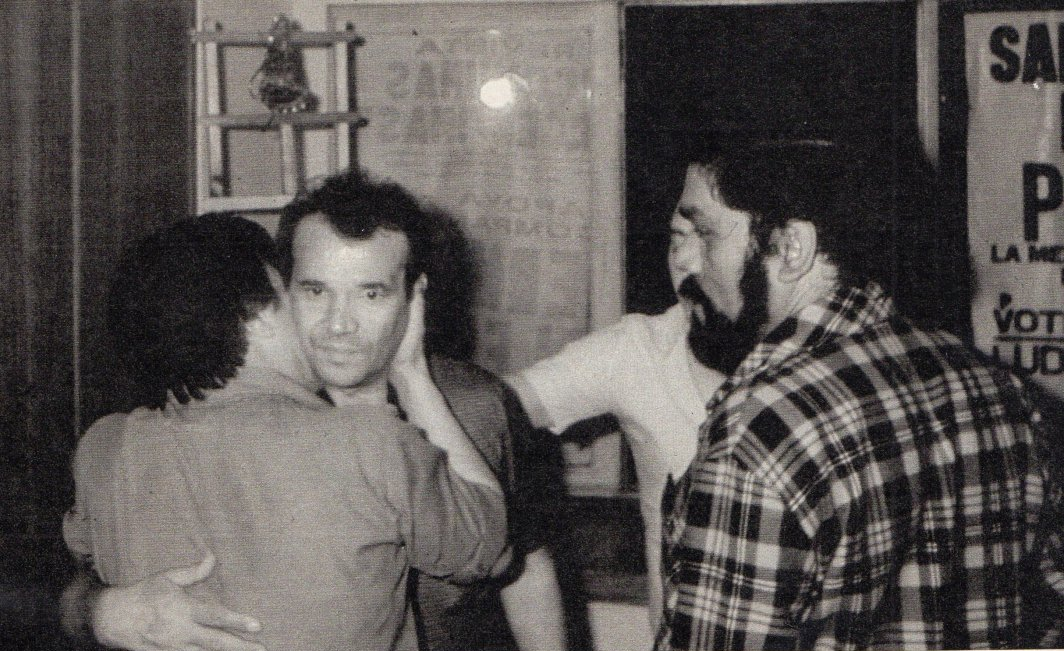
Iglesias es informado de su derrota electoral y consolado por allegados del justicialismo en la madrugada del 31 de octubre. Fotografía publicada por la Revista Gente en noviembre de 1983.

El escrutinio duró hasta la madrugada, siendo la provincia más poblada, y por lo tanto la elección bonaerense fue la última en definirse. Los primeros guarismos del escrutinio anunciaron desde el inicio la victoria radical, y el propio Herminio Iglesias manifestó su desasosiego con el resultado al conocerse los primeros cómputos de Avellaneda, su ciudad de origen, donde también resultó derrotado, y de Lanús, con la frase que posteriormente fue publicada en los medios de comunicación: "¡No se puede creer!". La Revista Gente publicaría días más tarde una fotografía de la expresión circunspecta de Iglesias tras enterarse de su derrota.
Armendáriz, prácticamente desconocido hasta comienzos de la campaña, obtuvo finalmente el 51.98% de los votos positivos, superando por más de doce puntos a Iglesias, que recogió el 39.73% de las adhesiones y resultó derrotado incluso en bastiones peronistas claves del conurbano bonaerense.
Los terceros partidos fueron abrumadoramente superados por la polarización bipartidista y la elección se definió entre el peronismo y el radicalismo en la inmensa mayoría de los distritos. A las cuatro de la mañana del 31 de octubre, las autoridades electorales confirmaron que la tendencia era irreversible y proclamaron a Armendáriz gobernador electo.
|  | 51,98 % |

|  | 39,73 % |

|  | 4,17 % |

|  | 1,13 % |

|  | 0,62 % |

|  | 0,58 % |

|  | 0,44 % |

|  | 0,43 % |

|  | 0,37 % |

|  | 0,18 % |

|  | 0,18 % |

|  | 0,10 % |

|  | 0,10 % |

|  | 0,01 % |

|  | 93,70 % |

|  | 6,06 % |

|  | 0,24 % |

|  | 100 % |

|  | 87,69 % |

### Cámara de Diputados
|  | 49,99 % |

|  | 38,68 % |

|  | 4,32 % |

|  | 1,80 % |

|  | 1,27 % |

|  | 0,75 % |

|  | 0,72 % |

|  | 0,63 % |

|  | 0,63 % |

|  | 0,59 % |

|  | 0.19 % |

|  | 0,19 % |

|  | 0,12 % |

|  | 0,10 % |

|  | 0,01 % |

|  | 93,79 % |

|  | 5,94 % |

|  | 0,27 % |

|  | 100 % |

|  | 87,76 % |

#### Resultados por secciones electorales

Secciones electorales de Buenos Aires:
1º Sección
2º Sección
3º Sección
4º Sección
5º Sección
6º Sección
7º Sección
8º Sección/Capital

| 1ª Sección Electoral 15 Diputados Mandato: 1983-1987        | 1ª Sección Electoral 15 Diputados Mandato: 1983-1987 | 1ª Sección Electoral 15 Diputados Mandato: 1983-1987 | 1ª Sección Electoral 15 Diputados Mandato: 1983-1987 | 1ª Sección Electoral 15 Diputados Mandato: 1983-1987 | 1ª Sección Electoral 15 Diputados Mandato: 1983-1987 |
| Partido/Alianza                                             | Partido/Alianza                                      | Votos                                                | %                                                    | Bancas                                               | Electos |
| ----------------------------------------------------------- | ---------------------------------------------------- | ---------------------------------------------------- | ---------------------------------------------------- | ---------------------------------------------------- | --- |
|                                                             | Unión Cívica Radical                                 | 859.116                                              | 49,42                                                | 9/15                                                 | Ver electos: - Néstor Umberto Elisei - Alfredo Olachea - Rubén Luis Martinelli - Fernando Carlos Valle - Venancio Mauro Giordano - Enrique García - Juan Manuel Huarte - Alberto Néstor Firpo - José Esteban Herrera               |
|                                                             | Partido Justicialista                                | 667.972                                              | 38,43                                                | 6/15                                                 | Ver electos: - Luis Brunati - María Eva Esperón - Julio Rocha - Manuel Martínez - Gustavo Ernesto Bottini - Rafael Damián Larroca                                                                                                  |
|                                                             | Partido Intransigente                                | 76.569                                               | 4,40                                                 |                                                      | |
|                                                             | Partido Comunista                                    | 37.444                                               | 2,15                                                 |                                                      | |
|                                                             | Unión del Centro Democrático                         | 18.844                                               | 1,08                                                 |                                                      | |
|                                                             | Movimiento de Integración y Desarrollo               | 18.828                                               | 1,08                                                 |                                                      | |
|                                                             | Movimiento al Socialismo                             | 14.225                                               | 0,82                                                 |                                                      | |
|                                                             | Alianza Federal                                      | 13.947                                               | 0,80                                                 |                                                      | |
|                                                             | Partido Demócrata Cristiano                          | 10.250                                               | 0,59                                                 |                                                      | |
|                                                             | Alianza Demócrata - Socialista                       | 9.861                                                | 0,57                                                 |                                                      | |
|                                                             | Partido Obrero                                       | 4.105                                                | 0,24                                                 |                                                      | |
|                                                             | Partido Socialista Popular                           | 3.783                                                | 0,22                                                 |                                                      | |
|                                                             | Frente de Izquierda Popular                          | 2.073                                                | 0,12                                                 |                                                      | |
|                                                             | Partido Conservador Principista                      | 1.044                                                | 0,06                                                 |                                                      | |
|                                                             | Partido Renovador de la Provincia                    | 290                                                  | 0,02                                                 |                                                      | |
| Votos positivos                                             | Votos positivos                                      | 1.738.351                                            | 93,37                                                |                                                      | |
| Votos en blanco                                             | Votos en blanco                                      | 118.668                                              | 6,37                                                 |                                                      | |
| Votos nulos                                                 | Votos nulos                                          | 5.418                                                | 0,29                                                 |                                                      | |
| Participación                                               | Participación                                        | 1.862.437                                            | 86,47                                                |                                                      | |
| Electores registrados                                       | Electores registrados                                | 2.153.907                                            | 100                                                  |                                                      | |
| 2ª Sección Electoral 11 Diputados Mandato: 1983-1985        |                                                      |                                                      |                                                      |                                                      | |
| Partido/Alianza                                             | Partido/Alianza                                      | Votos                                                | %                                                    | Bancas                                               | Electos |
|                                                             | Unión Cívica Radical                                 | 154.097                                              | 51,66                                                | 6/11                                                 | Ver electos: - Pedro J. Novau - Eduardo V. Paris - Domingo Esteban Gargicevich - Luis Diez - Luis R. Almar - Ernesto F. Gold |
|                                                             | Partido Justicialista                                | 116.099                                              | 38,92                                                | 5/11                                                 | Ver electos: - Nicolás Macino de Vicenzo - José Antonio Ruso - Domingo Enrique Cárdenas - Roberto Pablo Campos - Marcos Luis Norte                                                                                                 |
|                                                             | Partido Intransigente                                | 7.134                                                | 2,39                                                 |                                                      | |
|                                                             | Movimiento de Integración y Desarrollo               | 4.800                                                | 1,61                                                 |                                                      | |
|                                                             | Alianza Federal                                      | 3.328                                                | 1,12                                                 |                                                      | |
|                                                             | Alianza Demócrata - Socialista                       | 3.325                                                | 1,11                                                 |                                                      | |
|                                                             | Partido Comunista                                    | 3.202                                                | 1,07                                                 |                                                      | |
|                                                             | Partido Demócrata Cristiano                          | 2.202                                                | 0,74                                                 |                                                      | |
|                                                             | Unión del Centro Democrático                         | 1.377                                                | 0,46                                                 |                                                      | |
|                                                             | Movimiento al Socialismo                             | 1.066                                                | 0,36                                                 |                                                      | |
|                                                             | Partido Conservador Principista                      | 495                                                  | 0,17                                                 |                                                      | |
|                                                             | Partido Socialista Popular                           | 478                                                  | 0,16                                                 |                                                      | |
|                                                             | Frente de Izquierda Popular                          | 372                                                  | 0,12                                                 |                                                      | |
|                                                             | Partido Obrero                                       | 226                                                  | 0,08                                                 |                                                      | |
|                                                             | Partido Renovador de la Provincia                    | 110                                                  | 0,04                                                 |                                                      | |
| Votos positivos                                             | Votos positivos                                      | 298.311                                              | 94,15                                                |                                                      | |
| Votos en blanco                                             | Votos en blanco                                      | 17.857                                               | 5,64                                                 |                                                      | |
| Votos nulos                                                 | Votos nulos                                          | 664                                                  | 0,21                                                 |                                                      | |
| Participación                                               | Participación                                        | 316.832                                              | 88,00                                                |                                                      | |
| Electores registrados                                       | Electores registrados                                | 360.035                                              | 100                                                  |                                                      | |
| 3ª Sección Electoral 18 Diputados Mandato: 1983-1985        |                                                      |                                                      |                                                      |                                                      | |
| Partido/Alianza                                             | Partido/Alianza                                      | Votos                                                | %                                                    | Bancas                                               | Electos |
|                                                             | Unión Cívica Radical                                 | 792.032                                              | 44,49                                                | 9/19                                                 | Ver electos: - Pascual Cappelleri - Melchor René Cruchaga - Osvaldo Baqueiro - Augusto Juan Spinosa - Pedro Alfredo Dufou - Jorge Nicolás Teodosiu - Víctor Martín Bruzzoni - Jorge Carlos Fava - María del Carmen Dolores Piñeiro |
|                                                             | Partido Justicialista                                | 781.865                                              | 43,92                                                | 8/19                                                 | Ver electos: - Evelio Argentino Zaracho - Ricardo José Genoni - Omar Eduardo Peombara - Aída Amelia Cuezzo - Francisco Juan Leidas - Carlos José Castro - Hernán Gustavo Bernasconi - Juan Carlos Sluga                            |
|                                                             | Partido Intransigente                                | 89.516                                               | 5,03                                                 | 1/19                                                 | - Oscar Manuel Bustos |
|                                                             | Partido Comunista                                    | 44.062                                               | 2,47                                                 |                                                      | |
|                                                             | Movimiento al Socialismo                             | 14.781                                               | 0,83                                                 |                                                      | |
|                                                             | Movimiento de Integración y Desarrollo               | 14.608                                               | 0,82                                                 |                                                      | |
|                                                             | Partido Demócrata Cristiano                          | 9.669                                                | 0,54                                                 |                                                      | |
|                                                             | Unión del Centro Democrático                         | 8.465                                                | 0,48                                                 |                                                      | |
|                                                             | Alianza Demócrata - Socialista                       | 8.278                                                | 0,46                                                 |                                                      | |
|                                                             | Alianza Federal                                      | 6.318                                                | 0,35                                                 |                                                      | |
|                                                             | Partido Obrero                                       | 3.785                                                | 0,21                                                 |                                                      | |
|                                                             | Partido Socialista Popular                           | 3.783                                                | 0,21                                                 |                                                      | |
|                                                             | Frente de Izquierda Popular                          | 1.802                                                | 0,10                                                 |                                                      | |
|                                                             | Partido Conservador Principista                      | 1.147                                                | 0,06                                                 |                                                      | |
|                                                             | Partido Renovador de la Provincia                    | 237                                                  | 0,01                                                 |                                                      | |
| Votos positivos                                             | Votos positivos                                      | 1.780.348                                            | 94,08                                                |                                                      | |
| Votos en blanco                                             | Votos en blanco                                      | 106.207                                              | 5,61                                                 |                                                      | |
| Votos nulos                                                 | Votos nulos                                          | 5.839                                                | 0,31                                                 |                                                      | |
| Participación                                               | Participación                                        | 1.892.394                                            | 87,01                                                |                                                      | |
| Electores registrados                                       | Electores registrados                                | 2.174.984                                            | 100                                                  |                                                      | |
| 4ª Sección Electoral 14 Diputados Mandato: 1983-1987        |                                                      |                                                      |                                                      |                                                      | |
| Partido/Alianza                                             | Partido/Alianza                                      | Votos                                                | %                                                    | Bancas                                               | Electos |
|                                                             | Unión Cívica Radical                                 | 162.043                                              | 51,59                                                | 8/14                                                 | Ver electos: - Juan Ernesto Larralde - Lilier Juan Bernasconi - Ricardo Alfredo Martínez - Norman Willam Moscato - Saúl Jusid - Alberto F. Orga - Omar Antonio Bassi - Aurelio José Page                                           |
|                                                             | Partido Justicialista                                | 117.900                                              | 37,54                                                | 6/14                                                 | Ver electos: - Carlos Alfredo Alberti - Eduardo Rodrigues - Pascual Ángel Rampi - Osvaldo Martín Arpigiani - Hermenegildo Nieto - Carlso Malis Litman                                                                              |
|                                                             | Partido Intransigente                                | 12.642                                               | 4,03                                                 |                                                      | |
|                                                             | Movimiento de Integración y Desarrollo               | 6.830                                                | 2,17                                                 |                                                      | |
|                                                             | Alianza Federal                                      | 3.684                                                | 1,17                                                 |                                                      | |
|                                                             | Partido Comunista                                    | 2.864                                                | 0,91                                                 |                                                      | |
|                                                             | Partido Demócrata Cristiano                          | 2.779                                                | 0,88                                                 |                                                      | |
|                                                             | Alianza Demócrata - Socialista                       | 1.533                                                | 0,49                                                 |                                                      | |
|                                                             | Unión del Centro Democrático                         | 1.132                                                | 0,36                                                 |                                                      | |
|                                                             | Partido Conservador Principista                      | 938                                                  | 0,30                                                 |                                                      | |
|                                                             | Movimiento al Socialismo                             | 710                                                  | 0,23                                                 |                                                      | |
|                                                             | Partido Socialista Popular                           | 363                                                  | 0,12                                                 |                                                      | |
|                                                             | Frente de Izquierda Popular                          | 347                                                  | 0,11                                                 |                                                      | |
|                                                             | Partido Obrero                                       | 285                                                  | 0,09                                                 |                                                      | |
|                                                             | Partido Renovador de la Provincia                    | 21                                                   | 0,01                                                 |                                                      | |
| Votos positivos                                             | Votos positivos                                      | 314.071                                              | 94,58                                                |                                                      | |
| Votos en blanco                                             | Votos en blanco                                      | 17.445                                               | 5,25                                                 |                                                      | |
| Votos nulos                                                 | Votos nulos                                          | 561                                                  | 0,17                                                 |                                                      | |
| Participación                                               | Participación                                        | 332.077                                              | 88,73                                                |                                                      | |
| Electores registrados                                       | Electores registrados                                | 374.253                                              | 100                                                  |                                                      | |
| 5ª Sección Electoral 11 Diputados Mandato: 1983-1987        |                                                      |                                                      |                                                      |                                                      | |
| Partido/Alianza                                             | Partido/Alianza                                      | Votos                                                | %                                                    | Bancas                                               | Electos |
|                                                             | Unión Cívica Radical                                 | 290.147                                              | 58,39                                                | 7/11                                                 | Ver electos: - José Gabriel Dumon - Leopoldo Héctor Bernard - Carlos Antonio Abait - José Bernardo Mariani - Hugo Alberto Costa - Juan Francisco Giacconi - Jorge González                                                         |
|                                                             | Partido Justicialista                                | 153.962                                              | 30,98                                                | 4/11                                                 | Ver electos: - Julio Víctor Lencina - Rubén Omar Briscio - Jorge Nelson Rizzo - Luis Cándido Cuestas |
|                                                             | Partido Intransigente                                | 17.916                                               | 3,61                                                 |                                                      | |
|                                                             | Movimiento de Integración y Desarrollo               | 8.482                                                | 1,71                                                 |                                                      | |
|                                                             | Alianza Demócrata - Socialista                       | 6.859                                                | 1,38                                                 |                                                      | |
|                                                             | Alianza Federal                                      | 5.565                                                | 1,12                                                 |                                                      | |
|                                                             | Partido Comunista                                    | 3.830                                                | 0,77                                                 |                                                      | |
|                                                             | Unión del Centro Democrático                         | 3.309                                                | 0,67                                                 |                                                      | |
|                                                             | Partido Demócrata Cristiano                          | 2.142                                                | 0,43                                                 |                                                      | |
|                                                             | Partido Socialista Popular                           | 1.175                                                | 0,24                                                 |                                                      | |
|                                                             | Partido Conservador Principista                      | 1.030                                                | 0,21                                                 |                                                      | |
|                                                             | Frente de Izquierda Popular                          | 955                                                  | 0,19                                                 |                                                      | |
|                                                             | Movimiento al Socialismo                             | 755                                                  | 0,15                                                 |                                                      | |
|                                                             | Partido Obrero                                       | 751                                                  | 0,15                                                 |                                                      | |
|                                                             | Partido Renovador de la Provincia                    | 46                                                   | 0,01                                                 |                                                      | |
| Votos positivos                                             | Votos positivos                                      | 496.924                                              | 92,81                                                |                                                      | |
| Votos en blanco                                             | Votos en blanco                                      | 37.325                                               | 6,97                                                 |                                                      | |
| Votos nulos                                                 | Votos nulos                                          | 1.180                                                | 0,22                                                 |                                                      | |
| Participación                                               | Participación                                        | 535.429                                              | 85,90                                                |                                                      | |
| Electores registrados                                       | Electores registrados                                | 623.294                                              | 100                                                  |                                                      | |
| 6ª Sección Electoral 11 Diputados Mandato: 1983-1985        |                                                      |                                                      |                                                      |                                                      | |
| Partido/Alianza                                             | Partido/Alianza                                      | Votos                                                | %                                                    | Bancas                                               | Electos |
|                                                             | Unión Cívica Radical                                 | 201.588                                              | 58,56                                                | 7/11                                                 | Ver electos: - Juan Bautista Castro - Carlos Ireneo Frayssinet - Osvaldo Aníbal Greco - Gastón Eduardo Cabiron - José Armando Pina - Jaime Breztaviztky - Juan Carlos Trentini                                                     |
|                                                             | Partido Justicialista                                | 105.348                                              | 30,60                                                | 4/11                                                 | Ver electos: - Lucio Oscar Otegui - Reinaldo Rodolfo Reiner - Héctor Manuel Fernández - Juan Carlos Saudino |
|                                                             | Partido Intransigente                                | 14.275                                               | 4,15                                                 |                                                      | |
|                                                             | Movimiento de Integración y Desarrollo               | 8.559                                                | 2,49                                                 |                                                      | |
|                                                             | Alianza Federal                                      | 4.414                                                | 1,28                                                 |                                                      | |
|                                                             | Unión del Centro Democrático                         | 2.894                                                | 0,94                                                 |                                                      | |
|                                                             | Partido Demócrata Cristiano                          | 2.300                                                | 0,67                                                 |                                                      | |
|                                                             | Partido Comunista                                    | 1.913                                                | 0,56                                                 |                                                      | |
|                                                             | Alianza Demócrata - Socialista                       | 1.153                                                | 0,33                                                 |                                                      | |
|                                                             | Movimiento al Socialismo                             | 775                                                  | 0,23                                                 |                                                      | |
|                                                             | Partido Obrero                                       | 427                                                  | 0,12                                                 |                                                      | |
|                                                             | Frente de Izquierda Popular                          | 424                                                  | 0,12                                                 |                                                      | |
|                                                             | Partido Conservador Principista                      | 194                                                  | 0,06                                                 |                                                      | |
| Votos positivos                                             | Votos positivos                                      | 344.264                                              | 93,03                                                |                                                      | |
| Votos en blanco                                             | Votos en blanco                                      | 24.734                                               | 6,68                                                 |                                                      | |
| Votos nulos                                                 | Votos nulos                                          | 1.069                                                | 0,29                                                 |                                                      | |
| Participación                                               | Participación                                        | 370.067                                              | 86,04                                                |                                                      | |
| Electores registrados                                       | Electores registrados                                | 430.090                                              | 100                                                  |                                                      | |
| 7ª Sección Electoral 6 Diputados Mandato: 1983-1987         |                                                      |                                                      |                                                      |                                                      | |
| Partido/Alianza                                             | Partido/Alianza                                      | Votos                                                | %                                                    | Bancas                                               | Electos |
|                                                             | Unión Cívica Radical                                 | 87.207                                               | 55,49                                                | 4/6                                                  | Ver electos: - Guillermo Horacio Faviano - Rubén Orfel Lanceta - Antonio Héctor Deluca - Pablo Ramón Fernando Rebon |
|                                                             | Partido Justicialista                                | 58.681                                               | 37,34                                                | 2/6                                                  | - Wilfredo Bernardo Ceuninck - Segundo Ubaldo Rolón |
|                                                             | Movimiento de Integración y Desarrollo               | 3.234                                                | 2,06                                                 |                                                      | |
|                                                             | Partido Intransigente                                | 2.105                                                | 1,34                                                 |                                                      | |
|                                                             | Alianza Federal                                      | 1.520                                                | 0,97                                                 |                                                      | |
|                                                             | Alianza Demócrata - Socialista                       | 984                                                  | 0,63                                                 |                                                      | |
|                                                             | Partido Demócrata Cristiano                          | 898                                                  | 0,57                                                 |                                                      | |
|                                                             | Partido Comunista                                    | 793                                                  | 0,50                                                 |                                                      | |
|                                                             | Unión del Centro Democrático                         | 777                                                  | 0,49                                                 |                                                      | |
|                                                             | Movimiento al Socialismo                             | 245                                                  | 0,16                                                 |                                                      | |
|                                                             | Partido Conservador Principista                      | 244                                                  | 0,16                                                 |                                                      | |
|                                                             | Partido Socialista Popular                           | 199                                                  | 0,13                                                 |                                                      | |
|                                                             | Partido Obrero                                       | 140                                                  | 0,09                                                 |                                                      | |
|                                                             | Frente de Izquierda Popular                          | 125                                                  | 0,08                                                 |                                                      | |
|                                                             | Partido Renovador de la Provincia                    | 7                                                    | 0,00                                                 |                                                      | |
| Votos positivos                                             | Votos positivos                                      | 157.159                                              | 93,88                                                |                                                      | |
| Votos en blanco                                             | Votos en blanco                                      | 9.930                                                | 5,93                                                 |                                                      | |
| Votos nulos                                                 | Votos nulos                                          | 320                                                  | 0,19                                                 |                                                      | |
| Participación                                               | Participación                                        | 167.409                                              | 87,13                                                |                                                      | |
| Electores registrados                                       | Electores registrados                                | 192.138                                              | 100                                                  |                                                      | |
| 8ª Sección Electoral/Capital 6 Diputados Mandato: 1983-1985 |                                                      |                                                      |                                                      |                                                      | |
| Partido/Alianza                                             | Partido/Alianza                                      | Votos                                                | %                                                    | Bancas                                               | Electos |
|                                                             | Unión Cívica Radical                                 | 154.109                                              | 56,64                                                | 4/6                                                  | Ver electos: - Luis Ricardo Mennucci - Oscar Aníbal Hermida - Carlos W. Álvarez - Héctor José Conde |
|                                                             | Partido Justicialista                                | 87.237                                               | 32,07                                                | 2/6                                                  | - Juan Carlos Fernández Bazán - Jorge Ángel Pagano |
|                                                             | Partido Intransigente                                | 13.371                                               | 4,91                                                 |                                                      | |
|                                                             | Movimiento de Integración y Desarrollo               | 3.237                                                | 1,19                                                 |                                                      | |
|                                                             | Partido Comunista                                    | 2.931                                                | 1,08                                                 |                                                      | |
|                                                             | Unión del Centro Democrático                         | 2.218                                                | 0,82                                                 |                                                      | |
|                                                             | Alianza Demócrata - Socialista                       | 1.888                                                | 0,69                                                 |                                                      | |
|                                                             | Alianza Federal                                      | 1.797                                                | 0,66                                                 |                                                      | |
|                                                             | Partido Demócrata Cristiano                          | 1.730                                                | 0,64                                                 |                                                      | |
|                                                             | Movimiento al Socialismo                             | 1.618                                                | 0,59                                                 |                                                      | |
|                                                             | Partido Socialista Popular                           | 676                                                  | 0,25                                                 |                                                      | |
|                                                             | Partido Obrero                                       | 588                                                  | 0,22                                                 |                                                      | |
|                                                             | Partido Conservador Principista                      | 406                                                  | 0,15                                                 |                                                      | |
|                                                             | Frente de Izquierda Popular                          | 256                                                  | 0,09                                                 |                                                      | |
| Votos positivos                                             | Votos positivos                                      | 272.062                                              | 96,27                                                |                                                      | |
| Votos en blanco                                             | Votos en blanco                                      | 9.865                                                | 3,49                                                 |                                                      | |
| Votos nulos                                                 | Votos nulos                                          | 663                                                  | 0,23                                                 |                                                      | |
| Participación                                               | Participación                                        | 282.590                                              | 85,80                                                |                                                      | |
| Electores registrados                                       | Electores registrados                                | 329.346                                              | 100                                                  |                                                      | |

### Cámara de Senadores
|  | 50,77 % |

|  | 38,68 % |

|  | 4,20 % |

|  | 1,75 % |

|  | 1,18 % |

|  | 0,69 % |

|  | 0,58 % |

|  | 0,55 % |

|  | 0,52 % |

|  | 0,52 % |

|  | 0,18 % |

|  | 0,17 % |

|  | 0,11 % |

|  | 0,10 % |

|  | 93,83 % |

|  | 5,88 % |

|  | 0,30 % |

|  | 100 % |

|  | 87,76 % |

#### Resultados por secciones electorales
| 1ª Sección Electoral 8 Senadores Mandato: 1983-1985         | 1ª Sección Electoral 8 Senadores Mandato: 1983-1985 | 1ª Sección Electoral 8 Senadores Mandato: 1983-1985 | 1ª Sección Electoral 8 Senadores Mandato: 1983-1985 | 1ª Sección Electoral 8 Senadores Mandato: 1983-1985 | 1ª Sección Electoral 8 Senadores Mandato: 1983-1985                                                                          |
| Partido/Alianza                                             | Partido/Alianza                                     | Votos                                               | %                                                   | Bancas                                              | Electos |
| ----------------------------------------------------------- | --------------------------------------------------- | --------------------------------------------------- | --------------------------------------------------- | --------------------------------------------------- | --- |
|                                                             | Unión Cívica Radical                                | 876.279                                             | 50,41                                               | 5/8                                                 | Ver electos: - Juan José di Micoli - Adolfo Bermúdez - José Adolfo Ballesteros - Delfina Carmen Fernández - Gustavo Bruno    |
|                                                             | Partido Justicialista                               | 668.067                                             | 38,43                                               | 3/8                                                 | Ver electos: - Jorge Alberto Rampoldi - Antonio Gustavo Giménez - Sirio Augusto Gómez                                        |
|                                                             | Partido Intransigente                               | 74.363                                              | 4,28                                                |                                                     | |
|                                                             | Partido Comunista                                   | 36.507                                              | 2,10                                                |                                                     | |
|                                                             | Movimiento de Integración y Desarrollo              | 17.160                                              | 0,99                                                |                                                     | |
|                                                             | Movimiento al Socialismo                            | 13.311                                              | 0,77                                                |                                                     | |
|                                                             | Unión del Centro Democrático                        | 12.959                                              | 0,75                                                |                                                     | |
|                                                             | Alianza Federal                                     | 12.463                                              | 0,72                                                |                                                     | |
|                                                             | Partido Demócrata Cristiano                         | 8.781                                               | 0,51                                                |                                                     | |
|                                                             | Alianza Demócrata - Socialista                      | 8.418                                               | 0,48                                                |                                                     | |
|                                                             | Partido Obrero                                      | 3.741                                               | 0,22                                                |                                                     | |
|                                                             | Partido Socialista Popular                          | 3.379                                               | 0,19                                                |                                                     | |
|                                                             | Frente de Izquierda Popular                         | 1.883                                               | 0,11                                                |                                                     | |
|                                                             | Partido Conservador Principista                     | 1.008                                               | 0,06                                                |                                                     | |
| Votos positivos                                             | Votos positivos                                     | 1.738.319                                           | 93,37                                               |                                                     | |
| Votos en blanco                                             | Votos en blanco                                     | 117.851                                             | 6,33                                                |                                                     | |
| Votos nulos                                                 | Votos nulos                                         | 6.267                                               | 0,34                                                |                                                     | |
| Participación                                               | Participación                                       | 1.862.437                                           | 86,47                                               |                                                     | |
| Electores registrados                                       | Electores registrados                               | 2.153.907                                           | 100                                                 |                                                     | |
| 2ª Sección Electoral 5 Senadores Mandato: 1983-1987         |                                                     |                                                     |                                                     |                                                     | |
| Partido/Alianza                                             | Partido/Alianza                                     | Votos                                               | %                                                   | Bancas                                              | Electos |
|                                                             | Unión Cívica Radical                                | 156.755                                             | 52,59                                               | 3/5                                                 | Ver electos: - Carlos Miguel Ángel Mosca - Roberto Boffa - Jorge José Areces                                                 |
|                                                             | Partido Justicialista                               | 116.524                                             | 39,09                                               | 2/5                                                 | - Ernesto Ángel Labori - Esteban Roberto Milicich                                                                            |
|                                                             | Partido Intransigente                               | 5.811                                               | 1,95                                                |                                                     | |
|                                                             | Movimiento de Integración y Desarrollo              | 4.413                                               | 1,48                                                |                                                     | |
|                                                             | Partido Comunista                                   | 3.124                                               | 1,05                                                |                                                     | |
|                                                             | Alianza Demócrata - Socialista                      | 3.119                                               | 1,05                                                |                                                     | |
|                                                             | Alianza Federal                                     | 2.865                                               | 0,96                                                |                                                     | |
|                                                             | Partido Demócrata Cristiano                         | 1.899                                               | 0,64                                                |                                                     | |
|                                                             | Unión del Centro Democrático                        | 1.117                                               | 0,37                                                |                                                     | |
|                                                             | Movimiento al Socialismo                            | 998                                                 | 0,33                                                |                                                     | |
|                                                             | Partido Socialista Popular                          | 458                                                 | 0,15                                                |                                                     | |
|                                                             | Partido Conservador Principista                     | 434                                                 | 0,15                                                |                                                     | |
|                                                             | Frente de Izquierda Popular                         | 354                                                 | 0,12                                                |                                                     | |
|                                                             | Partido Obrero                                      | 205                                                 | 0,07                                                |                                                     | |
| Votos positivos                                             | Votos positivos                                     | 298.076                                             | 94,08                                               |                                                     | |
| Votos en blanco                                             | Votos en blanco                                     | 18.068                                              | 5,70                                                |                                                     | |
| Votos nulos                                                 | Votos nulos                                         | 688                                                 | 0,22                                                |                                                     | |
| Participación                                               | Participación                                       | 316.832                                             | 88,00                                               |                                                     | |
| Electores registrados                                       | Electores registrados                               | 360.035                                             | 100                                                 |                                                     | |
| 3ª Sección Electoral 9 Senadores Mandato: 1983-1987         |                                                     |                                                     |                                                     |                                                     | |
| Partido/Alianza                                             | Partido/Alianza                                     | Votos                                               | %                                                   | Bancas                                              | Electos |
|                                                             | Unión Cívica Radical                                | 804.344                                             | 45,17                                               | 5/9                                                 | Ver electos: - Amílcar Zufriategui - Juan Manuel Moure - Ricardo H. Leguizamón - Hugo Alberto González - Tomás Enrique Bravo |
|                                                             | Partido Justicialista                               | 781.945                                             | 43,91                                               | 4/9                                                 | Ver electos: - Ángel Leonidas Abasto - Manuel Néstor Scarabino - Juan Santiago Torres - Josefina Ruffi                       |
|                                                             | Partido Intransigente                               | 88.030                                              | 4,94                                                |                                                     | |
|                                                             | Partido Comunista                                   | 42.818                                              | 2,40                                                |                                                     | |
|                                                             | Movimiento al Socialismo                            | 13.616                                              | 0,76                                                |                                                     | |
|                                                             | Movimiento de Integración y Desarrollo              | 13.228                                              | 0,74                                                |                                                     | |
|                                                             | Partido Demócrata Cristiano                         | 8.412                                               | 0,47                                                |                                                     | |
|                                                             | Alianza Demócrata - Socialista                      | 7.008                                               | 0,39                                                |                                                     | |
|                                                             | Unión del Centro Democrático                        | 5.989                                               | 0,34                                                |                                                     | |
|                                                             | Alianza Federal                                     | 5.701                                               | 0,32                                                |                                                     | |
|                                                             | Partido Obrero                                      | 3.454                                               | 0,19                                                |                                                     | |
|                                                             | Partido Socialista Popular                          | 3.434                                               | 0,19                                                |                                                     | |
|                                                             | Frente de Izquierda Popular                         | 1.617                                               | 0,09                                                |                                                     | |
|                                                             | Partido Conservador Principista                     | 1.112                                               | 0,06                                                |                                                     | |
| Votos positivos                                             | Votos positivos                                     | 1.780.708                                           | 94,10                                               |                                                     | |
| Votos en blanco                                             | Votos en blanco                                     | 105.599                                             | 5,58                                                |                                                     | |
| Votos nulos                                                 | Votos nulos                                         | 6.087                                               | 0,32                                                |                                                     | |
| Participación                                               | Participación                                       | 1.892.394                                           | 87,01                                               |                                                     | |
| Electores registrados                                       | Electores registrados                               | 2.174.984                                           | 100                                                 |                                                     | |
| 4ª Sección Electoral 7 Senadores Mandato: 1983-1985         |                                                     |                                                     |                                                     |                                                     | |
| Partido/Alianza                                             | Partido/Alianza                                     | Votos                                               | %                                                   | Bancas                                              | Electos |
|                                                             | Unión Cívica Radical                                | 163.631                                             | 52,06                                               | 4/7                                                 | Ver electos: - Ernesto Juan Figueras - Héctor Raúl Berrutti - Enrique Tulio del Carmen Peiro - Leopoldo Eduardo Callone      |
|                                                             | Partido Justicialista                               | 117.973                                             | 37,54                                               | 3/7                                                 | Ver electos: - Roberto Néstor Tracchia - Armando Héctor Blasi - Horacio Aníbal Sotullo                                       |
|                                                             | Partido Intransigente                               | 12.790                                              | 4,07                                                |                                                     | |
|                                                             | Movimiento de Integración y Desarrollo              | 6.438                                               | 2,05                                                |                                                     | |
|                                                             | Alianza Federal                                     | 3.521                                               | 1,12                                                |                                                     | |
|                                                             | Partido Comunista                                   | 2.828                                               | 0,90                                                |                                                     | |
|                                                             | Partido Demócrata Cristiano                         | 2.422                                               | 0,77                                                |                                                     | |
|                                                             | Alianza Demócrata - Socialista                      | 1.277                                               | 0,41                                                |                                                     | |
|                                                             | Partido Conservador Principista                     | 920                                                 | 0,29                                                |                                                     | |
|                                                             | Unión del Centro Democrático                        | 886                                                 | 0,28                                                |                                                     | |
|                                                             | Movimiento al Socialismo                            | 662                                                 | 0,21                                                |                                                     | |
|                                                             | Frente de Izquierda Popular                         | 345                                                 | 0,11                                                |                                                     | |
|                                                             | Partido Socialista Popular                          | 329                                                 | 0,10                                                |                                                     | |
|                                                             | Partido Obrero                                      | 277                                                 | 0,09                                                |                                                     | |
| Votos positivos                                             | Votos positivos                                     | 314.299                                             | 94,65                                               |                                                     | |
| Votos en blanco                                             | Votos en blanco                                     | 17.193                                              | 5,18                                                |                                                     | |
| Votos nulos                                                 | Votos nulos                                         | 585                                                 | 0,18                                                |                                                     | |
| Participación                                               | Participación                                       | 332.077                                             | 88,73                                               |                                                     | |
| Electores registrados                                       | Electores registrados                               | 374.253                                             | 100                                                 |                                                     | |
| 5ª Sección Electoral 5 Senadores Mandato: 1983-1985         |                                                     |                                                     |                                                     |                                                     | |
| Partido/Alianza                                             | Partido/Alianza                                     | Votos                                               | %                                                   | Bancas                                              | Electos |
|                                                             | Unión Cívica Radical                                | 293.917                                             | 59,02                                               | 3/5                                                 | Ver electos: - Miguel Ángel Tocci - Hernán Carlos Naveyra - Juan José Barbieri                                               |
|                                                             | Partido Justicialista                               | 154.282                                             | 30,98                                               | 2/5                                                 | - Aníbal Ezequiel González Altamiranda - Luis María Macaya                                                                   |
|                                                             | Partido Intransigente                               | 17.471                                              | 3,51                                                |                                                     | |
|                                                             | Movimiento de Integración y Desarrollo              | 7.941                                               | 1,59                                                |                                                     | |
|                                                             | Alianza Demócrata - Socialista                      | 6.316                                               | 1,27                                                |                                                     | |
|                                                             | Alianza Federal                                     | 5.312                                               | 1,07                                                |                                                     | |
|                                                             | Partido Comunista                                   | 3.730                                               | 0,75                                                |                                                     | |
|                                                             | Unión del Centro Democrático                        | 2.517                                               | 0,51                                                |                                                     | |
|                                                             | Partido Demócrata Cristiano                         | 1.984                                               | 0,40                                                |                                                     | |
|                                                             | Partido Socialista Popular                          | 1.109                                               | 0,22                                                |                                                     | |
|                                                             | Partido Conservador Principista                     | 1.081                                               | 0,22                                                |                                                     | |
|                                                             | Frente de Izquierda Popular                         | 920                                                 | 0,18                                                |                                                     | |
|                                                             | Partido Obrero                                      | 702                                                 | 0,14                                                |                                                     | |
|                                                             | Movimiento al Socialismo                            | 701                                                 | 0,14                                                |                                                     | |
| Votos positivos                                             | Votos positivos                                     | 497.983                                             | 93,01                                               |                                                     | |
| Votos en blanco                                             | Votos en blanco                                     | 36.155                                              | 6,75                                                |                                                     | |
| Votos nulos                                                 | Votos nulos                                         | 1.291                                               | 0,24                                                |                                                     | |
| Participación                                               | Participación                                       | 535.429                                             | 85,90                                               |                                                     | |
| Electores registrados                                       | Electores registrados                               | 623.294                                             | 100                                                 |                                                     | |
| 6ª Sección Electoral 6 Senadores Mandato: 1983-1987         |                                                     |                                                     |                                                     |                                                     | |
| Partido/Alianza                                             | Partido/Alianza                                     | Votos                                               | %                                                   | Bancas                                              | Electos |
|                                                             | Unión Cívica Radical                                | 204.064                                             | 59,16                                               | 4/6                                                 | Ver electos: - Mario Marcelo Guido - Hugo Giménez - Omar José Stacco - Félix Mario Tarayre                                   |
|                                                             | Partido Justicialista                               | 105.305                                             | 30,53                                               | 2/6                                                 | - Miguel Alfredo Fragueiro - Ricardo Humberto Liccati                                                                        |
|                                                             | Partido Intransigente                               | 13.888                                              | 4,03                                                |                                                     | |
|                                                             | Movimiento de Integración y Desarrollo              | 8.335                                               | 2,42                                                |                                                     | |
|                                                             | Alianza Federal                                     | 4.186                                               | 1,21                                                |                                                     | |
|                                                             | Unión del Centro Democrático                        | 2.286                                               | 0,66                                                |                                                     | |
|                                                             | Partido Demócrata Cristiano                         | 2.162                                               | 0,63                                                |                                                     | |
|                                                             | Partido Comunista                                   | 1.859                                               | 0,54                                                |                                                     | |
|                                                             | Alianza Demócrata - Socialista                      | 1.065                                               | 0,31                                                |                                                     | |
|                                                             | Movimiento al Socialismo                            | 759                                                 | 0,22                                                |                                                     | |
|                                                             | Frente de Izquierda Popular                         | 421                                                 | 0,12                                                |                                                     | |
|                                                             | Partido Obrero                                      | 418                                                 | 0,12                                                |                                                     | |
|                                                             | Partido Conservador Principista                     | 204                                                 | 0,06                                                |                                                     | |
| Votos positivos                                             | Votos positivos                                     | 344.952                                             | 93,22                                               |                                                     | |
| Votos en blanco                                             | Votos en blanco                                     | 24.037                                              | 6,50                                                |                                                     | |
| Votos nulos                                                 | Votos nulos                                         | 1.058                                               | 0,29                                                |                                                     | |
| Participación                                               | Participación                                       | 370.047                                             | 86,04                                               |                                                     | |
| Electores registrados                                       | Electores registrados                               | 430.090                                             | 100                                                 |                                                     | |
| 7ª Sección Electoral 3 Senadores Mandato: 1983-1985         |                                                     |                                                     |                                                     |                                                     | |
| Partido/Alianza                                             | Partido/Alianza                                     | Votos                                               | %                                                   | Bancas                                              | Electos |
|                                                             | Unión Cívica Radical                                | 88.256                                              | 56,14                                               | 2/3                                                 | - Julio César Armendáriz - Carlos María Valegra                                                                              |
|                                                             | Partido Justicialista                               | 58.789                                              | 37,39                                               | 1/3                                                 | - Jorge Jacinto Gauna |
|                                                             | Movimiento de Integración y Desarrollo              | 3.005                                               | 1,91                                                |                                                     | |
|                                                             | Partido Intransigente                               | 1.963                                               | 1,25                                                |                                                     | |
|                                                             | Alianza Federal                                     | 1.436                                               | 0,91                                                |                                                     | |
|                                                             | Partido Demócrata Cristiano                         | 788                                                 | 0,50                                                |                                                     | |
|                                                             | Alianza Demócrata - Socialista                      | 773                                                 | 0,49                                                |                                                     | |
|                                                             | Partido Comunista                                   | 765                                                 | 0,49                                                |                                                     | |
|                                                             | Unión del Centro Democrático                        | 620                                                 | 0,39                                                |                                                     | |
|                                                             | Partido Socialista Popular                          | 334                                                 | 0,21                                                |                                                     | |
|                                                             | Partido Conservador Principista                     | 252                                                 | 0,16                                                |                                                     | |
|                                                             | Partido Obrero                                      | 124                                                 | 0,08                                                |                                                     | |
|                                                             | Frente de Izquierda Popular                         | 115                                                 | 0,07                                                |                                                     | |
| Votos positivos                                             | Votos positivos                                     | 157.220                                             | 93,91                                               |                                                     | |
| Votos en blanco                                             | Votos en blanco                                     | 9.822                                               | 5,87                                                |                                                     | |
| Votos nulos                                                 | Votos nulos                                         | 367                                                 | 0,22                                                |                                                     | |
| Participación                                               | Participación                                       | 167.409                                             | 87,13                                               |                                                     | |
| Electores registrados                                       | Electores registrados                               | 192.138                                             | 100                                                 |                                                     | |
| 8ª Sección Electoral/Capital 3 Senadores Mandato: 1983-1987 |                                                     |                                                     |                                                     |                                                     | |
| Partido/Alianza                                             | Partido/Alianza                                     | Votos                                               | %                                                   | Bancas                                              | Electos |
|                                                             | Unión Cívica Radical                                | 156.439                                             | 57,49                                               | 2/3                                                 | - Carlos Manuel Aldazábal - Osvaldo Francisco Pozzio                                                                         |
|                                                             | Partido Justicialista                               | 87.271                                              | 32,07                                               | 1/3                                                 | - Carlos Mario D'Agostino |
|                                                             | Partido Intransigente                               | 12.798                                              | 4,70                                                |                                                     | |
|                                                             | Movimiento de Integración y Desarrollo              | 3.065                                               | 1,13                                                |                                                     | |
|                                                             | Partido Comunista                                   | 2.850                                               | 1,05                                                |                                                     | |
|                                                             | Alianza Federal                                     | 1.741                                               | 0,64                                                |                                                     | |
|                                                             | Partido Demócrata Cristiano                         | 1.583                                               | 0,58                                                |                                                     | |
|                                                             | Alianza Demócrata - Socialista                      | 1.571                                               | 0,58                                                |                                                     | |
|                                                             | Unión del Centro Democrático                        | 1.540                                               | 0,57                                                |                                                     | |
|                                                             | Movimiento al Socialismo                            | 1.488                                               | 0,55                                                |                                                     | |
|                                                             | Partido Socialista Popular                          | 608                                                 | 0,22                                                |                                                     | |
|                                                             | Partido Obrero                                      | 516                                                 | 0,19                                                |                                                     | |
|                                                             | Partido Conservador Principista                     | 390                                                 | 0,14                                                |                                                     | |
|                                                             | Frente de Izquierda Popular                         | 240                                                 | 0,09                                                |                                                     | |
| Votos positivos                                             | Votos positivos                                     | 272.100                                             | 96,29                                               |                                                     | |
| Votos en blanco                                             | Votos en blanco                                     | 9.767                                               | 3,46                                                |                                                     | |
| Votos nulos                                                 | Votos nulos                                         | 723                                                 | 0,26                                                |                                                     | |
| Participación                                               | Participación                                       | 282.590                                             | 85,80                                               |                                                     | |
| Electores registrados                                       | Electores registrados                               | 329.346                                             | 100                                                 |                                                     | |

## Elecciones municipales
Las elecciones municipales de la provincia de Buenos Aires de 1983 se realizaron el 30 de octubre de 1983. Se eligieron 125 intendentes, concejales y consejeros escolares.
| Municipio                                               | Intendente electo                | Partido o Alianza | Partido o Alianza            |
| ------------------------------------------------------- | -------------------------------- | ----------------- | ---------------------------- |
| Adolfo Alsina                                           | Raúl Alfredo González            |                   | Unión Cívica Radical         |
| Adolfo Gonzales Chaves                                  | José Luis Visani                 |                   | Partido Justicialista        |
| Alberti                                                 | Raúl Roberto Vaccarezza          |                   | Unión Cívica Radical         |
| Almirante Brown                                         | Félix Flores                     |                   | Partido Justicialista        |
| Arrecifes                                               | Ramón Lorenzo                    |                   | Unión Cívica Radical         |
| Avellaneda                                              | Luis Raúl Sagol                  |                   | Unión Cívica Radical         |
| Ayacucho                                                | Castor Joaquín Echeverría        |                   | Unión Cívica Radical         |
| Azul                                                    | Rubén César De Paula             |                   | Unión Cívica Radical         |
| Bahía Blanca                                            | Juan Carlos Cabiron              |                   | Unión Cívica Radical         |
| Balcarce                                                | Rafael Juan Galindo              |                   | Unión Cívica Radical         |
| Baradero                                                | Eduardo Eugenio Rabellino        |                   | Unión Cívica Radical         |
| Bartolomé Mitre                                         | Ramón Lorenzo                    |                   | Unión Cívica Radical         |
| Benito Juárez                                           | Aldo Abel Mosse                  |                   | Partido Intransigente        |
| Berazategui                                             | Arturo Héctor Ramón              |                   | Partido Justicialista        |
| Berisso                                                 | Carlos Alberto Nazar             |                   | Partido Justicialista        |
| Bolívar                                                 | Eulogio Alfredo Carretero        |                   | Unión Cívica Radical         |
| Bragado                                                 | Ricardo Vicente Ienco            |                   | Partido Justicialista        |
| Brandsen                                                | Ignacio Luis Muniategui          |                   | Unión Cívica Radical         |
| Campana                                                 | Calixto Bartolomé Dellepiane     |                   | Unión Cívica Radical         |
| Cañuelas                                                | Jorge Claudio Domínguez          |                   | Unión Cívica Radical         |
| Capitán Sarmiento                                       | Horacio Enrique Tapia            |                   | Partido Justicialista        |
| Carlos Casares                                          | Héctor Miró                      |                   | Unión Cívica Radical         |
| Carlos Tejedor                                          | Carlos Rivas                     |                   | Unión Cívica Radical         |
| Carmen de Areco                                         | Rafael Joaquín Barneda           |                   | Unión Cívica Radical         |
| Castelli                                                | Miguel José Martínez             |                   | Unión Cívica Radical         |
| Chacabuco                                               | Osvaldo Rodrigo                  |                   | Unión Cívica Radical         |
| Chascomús                                               | Juan Carlos Gastón               |                   | Unión Cívica Radical         |
| Chivilcoy                                               | Carlos Francisco Dellepiane      |                   | Partido Justicialista        |
| Colón                                                   | Rubén Oscar Díaz                 |                   | Unión Cívica Radical         |
| Coronel Dorrego                                         | José Francisco Nomdedeu          |                   | Unión Cívica Radical         |
| Coronel Pringles                                        | Julio César Lozano               |                   | Unión Cívica Radical         |
| Coronel Rosales                                         | Gustavo Eduardo Montero          |                   | Unión Cívica Radical         |
| Coronel Suárez                                          | Domingo Nicolás Moccero          |                   | Partido Intransigente        |
| Daireaux                                                | Adolfo Fernando Carrique         |                   | Unión Cívica Radical         |
| Dolores                                                 | Duilio Armando Macci             |                   | Unión Cívica Radical         |
| Ensenada (ver detalle)                                  | José del Carmen Ginevri          |                   | Partido Justicialista        |
| Escobar (ver detalle)                                   | Oscar Roque Larghi               |                   | Unión Cívica Radical         |
| Esteban Echeverría                                      | Juan Miguel Tosoni               |                   | Unión Cívica Radical         |
| Exaltación de la Cruz                                   | Adalberto Cándido Aner           |                   | Unión Cívica Radical         |
| Florencio Varela                                        | Julio Alberto Carpinetti         |                   | Partido Justicialista        |
| General Alvarado                                        | Enrique Marcelo Honores          |                   | Unión Cívica Radical         |
| General Alvear                                          | Luis Alejandro Celillo           |                   | Unión Cívica Radical         |
| General Arenales                                        | Santiago Lázaro Rastelli         |                   | Unión Cívica Radical         |
| General Belgrano                                        | Tomás Alberto Ciocca             |                   | Unión Cívica Radical         |
| General Guido                                           | Domingo Humberto Malagamba       |                   | Unión Cívica Radical         |
| General La Madrid                                       | Omar Bernardo Mariezcurrena      |                   | Unión Cívica Radical         |
| General Las Heras                                       | Publio Tomás Trotti              |                   | Frente Comunal Conservador   |
| General Lavalle                                         | Eladio Delfor Zuetta             |                   | Unión Cívica Radical         |
| General Madariaga                                       | Miguel Goldaracena               |                   | Unión Cívica Radical         |
| General Paz                                             | Juan Carlos Veramendi            |                   | Partido Justicialista        |
| General Pinto (ver detalle)                             | Ambrosio Alberto Gioja           |                   | Unión Cívica Radical         |
| General Pueyrredón (ver detalle)                        | Ángel Roig                       |                   | Unión Cívica Radical         |
| General Rodríguez                                       | Juan Lumberas                    |                   | Unión Cívica Radical         |
| General San Martín (ver detalle)                        | Roberto Domingo Debrasi          |                   | Unión Cívica Radical         |
| General Sarmiento (ver detalle)                         | José Remigio López               |                   | Partido Justicialista        |
| General Viamonte                                        | Elio Arnaldo Torregiani          |                   | Unión Cívica Radical         |
| General Villegas                                        | Alberto Miguel Ballari           |                   | Unión Cívica Radical         |
| Guaminí                                                 | Miguel Ángel García Mérida       |                   | Partido Justicialista        |
| Hipólito Yrigoyen                                       | Osvaldo Martín Arpigiani         |                   | Partido Justicialista        |
| Junín                                                   | Abel Paulino Miguel              |                   | Unión Cívica Radical         |
| La Costa                                                | Juan de Jesús                    |                   | Partido Justicialista        |
| La Matanza (ver detalle)                                | Federico Pedro Russo             |                   | Partido Justicialista        |
| La Plata (ver detalle)                                  | Juan Carlos Alberti              |                   | Unión Cívica Radical         |
| Lanús                                                   | Manuel Quindimil                 |                   | Partido Justicialista        |
| Laprida                                                 | Alfredo Gabriel Irigoin          |                   | Unión Cívica Radical         |
| Las Flores                                              | José Antonio Polito              |                   | Unión Cívica Radical         |
| Leandro N. Alem                                         | Adolfo Val                       |                   | Unión Cívica Radical         |
| Lincoln                                                 | Enrique Justo Minarvino          |                   | Partido Intransigente        |
| Lobería                                                 | Juan José Fioramonti             |                   | Unión Cívica Radical         |
| Lobos                                                   | José Roberto Piccone             |                   | Unión Cívica Radical         |
| Lomas de Zamora                                         | Eduardo Alberto Duhalde          |                   | Partido Justicialista        |
| Luján                                                   | Rubén Darío Rampazzi             |                   | Unión Cívica Radical         |
| Magdalena                                               | José Luis Nicora                 |                   | Unión Cívica Radical         |
| Maipú                                                   | Horacio Miguel Morete            |                   | Unión Cívica Radical         |
| Mar Chiquita                                            | Horacio Luis Marcelloni          |                   | Unión Cívica Radical         |
| Marcos Paz                                              | Emiliano Florencio Rodríguez     |                   | Unión Cívica Radical         |
| Mercedes                                                | Julio César Gioscio              |                   | Partido Justicialista        |
| Merlo                                                   | Leopoldo Horacio Suárez          |                   | Partido Justicialista        |
| Monte                                                   | Raúl Carlos Iribarne             |                   | Unión Cívica Radical         |
| Monte Hermoso                                           | Rodolfo Majluf                   |                   | Partido Justicialista        |
| Moreno                                                  | Héctor Francisco Ibáñez          |                   | Partido Justicialista        |
| Morón                                                   | Norberto Rodolfo García Silva    |                   | Unión Cívica Radical         |
| Navarro                                                 | Alberto Yaregui                  |                   | Unión Cívica Radical         |
| Necochea (ver detalle)                                  | Domingo José Taraborelli         |                   | Partido Justicialista        |
| Nueve de Julio                                          | Abel Alejandro De La Plaza       |                   | Unión Cívica Radical         |
| Olavarría                                               | Helios Eseverri                  |                   | Unión Cívica Radical         |
| Patagones                                               | Néstor Virgilio Ezcurra          |                   | Unión Cívica Radical         |
| Pehuajó                                                 | Julio Rodríguez                  |                   | Partido Justicialista        |
| Pellegrini                                              | Mario Luis Espada                |                   | Unión Cívica Radical         |
| Pergamino                                               | Jorge Eduardo Young              |                   | Unión Cívica Radical         |
| Pila                                                    | Héctor Julio Etchemendy          |                   | Unión Cívica Radical         |
| Pilar                                                   | Luis David Celestino Lagomarsino |                   | Partido Justicialista        |
| Pinamar                                                 | Juan Pedro Actis Caporale        |                   | Unión Cívica Radical         |
| Puan                                                    | Hugo Ernesto Gutiérrez           |                   | Unión Cívica Radical         |
| Quilmes                                                 | Eduardo Julio Vides              |                   | Unión Cívica Radical         |
| Ramallo                                                 | Rafael Edgardo Romá              |                   | Partido Justicialista        |
| Rauch                                                   | Hernán Saúl Esponda              |                   | Unión Cívica Radical         |
| Rivadavia                                               | José Julio García                |                   | Partido Justicialista        |
| Rojas                                                   | Marcelo Patricio Gear            |                   | Unión Cívica Radical         |
| Roque Pérez                                             | Federico E. Bolla                |                   | Unión Cívica Radical         |
| Saavedra                                                | Rolando Ernesto Maurel           |                   | Unión Cívica Radical         |
| Saladillo                                               | Francisco José Ferro             |                   | Unión Cívica Radical         |
| Salliqueló                                              | Osvaldo Balbín                   |                   | Unión Cívica Radical         |
| Salto                                                   | Héctor Gustavo Menéndez          |                   | Unión Cívica Radical         |
| San Andrés de Giles                                     | Julio César Rossi                |                   | Unión Cívica Radical         |
| San Antonio de Areco                                    | Teodoro Gerónimo Domínguez       |                   | Unión Cívica Radical         |
| San Cayetano                                            | Juan Carlos Marlats              |                   | Unión Cívica Radical         |
| San Fernando (ver detalle)                              | Alfredo Ramón Viviant            |                   | Partido Justicialista        |
| San Isidro (ver detalle)                                | Melchor Ángel Posse              |                   | Unión Cívica Radical         |
| San Nicolás                                             | José María Díaz Bancalari        |                   | Partido Justicialista        |
| San Pedro                                               | Guillermo Rubén Farabollini      |                   | Unión Cívica Radical         |
| San Vicente                                             | Carlos Alberto Mereles           |                   | Partido Justicialista        |
| Suipacha                                                | Miguel Kevin Geoghegan           |                   | Unión Cívica Radical         |
| Tandil                                                  | Américo Alberto Reynoso          |                   | Unión Cívica Radical         |
| Tapalqué                                                | Néstor José Vásquez              |                   | Unión Cívica Radical         |
| Tigre (ver detalle)                                     | Oscar Egidio Giordano            |                   | Unión Cívica Radical         |
| Tordillo                                                | Juan Ismael Ferrari              |                   | Unión Cívica Radical         |
| Tornquist                                               | Néstor Edgardo Catani            |                   | Unión Cívica Radical         |
| Trenque Lauquen                                         | Horacio Antonio Arrastúa         |                   | Unión Cívica Radical         |
| Tres Arroyos                                            | Jorge Roberto Foulkes            |                   | Unión Cívica Radical         |
| Tres de Febrero (ver detalle)                           | Héctor Roberto Dattoli           |                   | Unión Cívica Radical         |
| Veinticinco de Mayo                                     | Oscar Enrique Estévez            |                   | Unión Cívica Radical         |
| Vicente López (ver detalle)                             | Jorge Alberto Sabbatini          |                   | Unión Cívica Radical         |
| Villa Gesell                                            | Héctor Esteban Allo              |                   | Unión Cívica Radical         |
| Villarino                                               | Arnoldo Primero Aparicio         |                   | Unión Cívica Radical         |
| Zárate (ver detalle)                                    | Aldo Luis Arrighi (PSD)          |                   | Alianza Demócrata-Socialista |
| Fuente: Junta Electoral de la Provincia de Buenos Aires |                                  |                   |                              |